# Armácio
Armácio (em latim: Armatius) foi um oficial bizantino do século V, ativo no reinado do imperador Teodósio II (r. 408–450). Era filho de Flávia Plinta. Antes de 449, como duque ou conde dos assuntos militares na Líbia, fez campanha frutífera contra os austúrios, mas adoeceu e morreu. Sua viúva se casou com Constâncio em 449.